# Kaldfjord (Tromsø)
Kaldfjord ist ein Dorf auf der Insel Kvaløya im norwegischen Fylke (Provinz) Troms. Es gehört verwaltungstechnisch zur Kommune Tromsø. Bis 2012 war Kaldfjord ein eigenes Tettsted; seitdem ist es Teil des Tettsted Kvaløysletta.

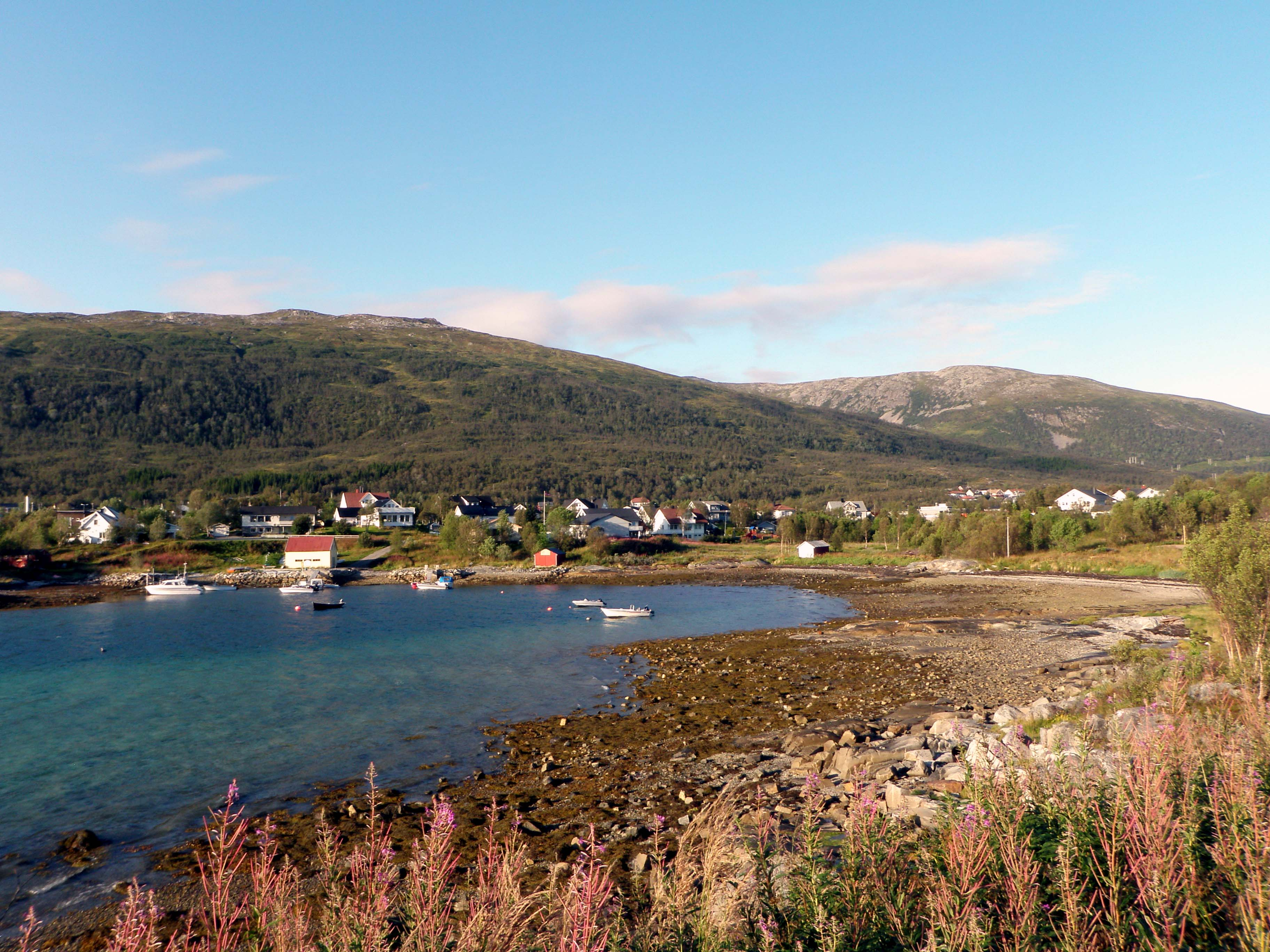
Kaldfjord

Der Ort befindet sich etwa 15 km westlich des Stadtkerns von Tromsø am inneren, südöstlichen Ende des 16 km langen Kaldfjords, der die Insel nahezu in zwei Hälften teilt, und die Häuser erstrecken sich über mehrere Kilometer beiderseits entlang der Ufer des vom 1044 m hohen Store Blåmann (der „Große Blaumann“) überragten Fjords.
Die Provinzstraße 862 durchquert den Ort. Westwärts verläuft sie entlang des Fjordufers nach Henrikvika; südwärts führt sie über den nur 950 m breiten Isthmus nach Eidkjosen, dann nach Osten durch Kvaløysletta und schließlich über die Sandnessundbrua (Sandnessundbrücke) nach Tromsø. Die Postleitzahl des Orts ist 9100 Kvaløysletta.

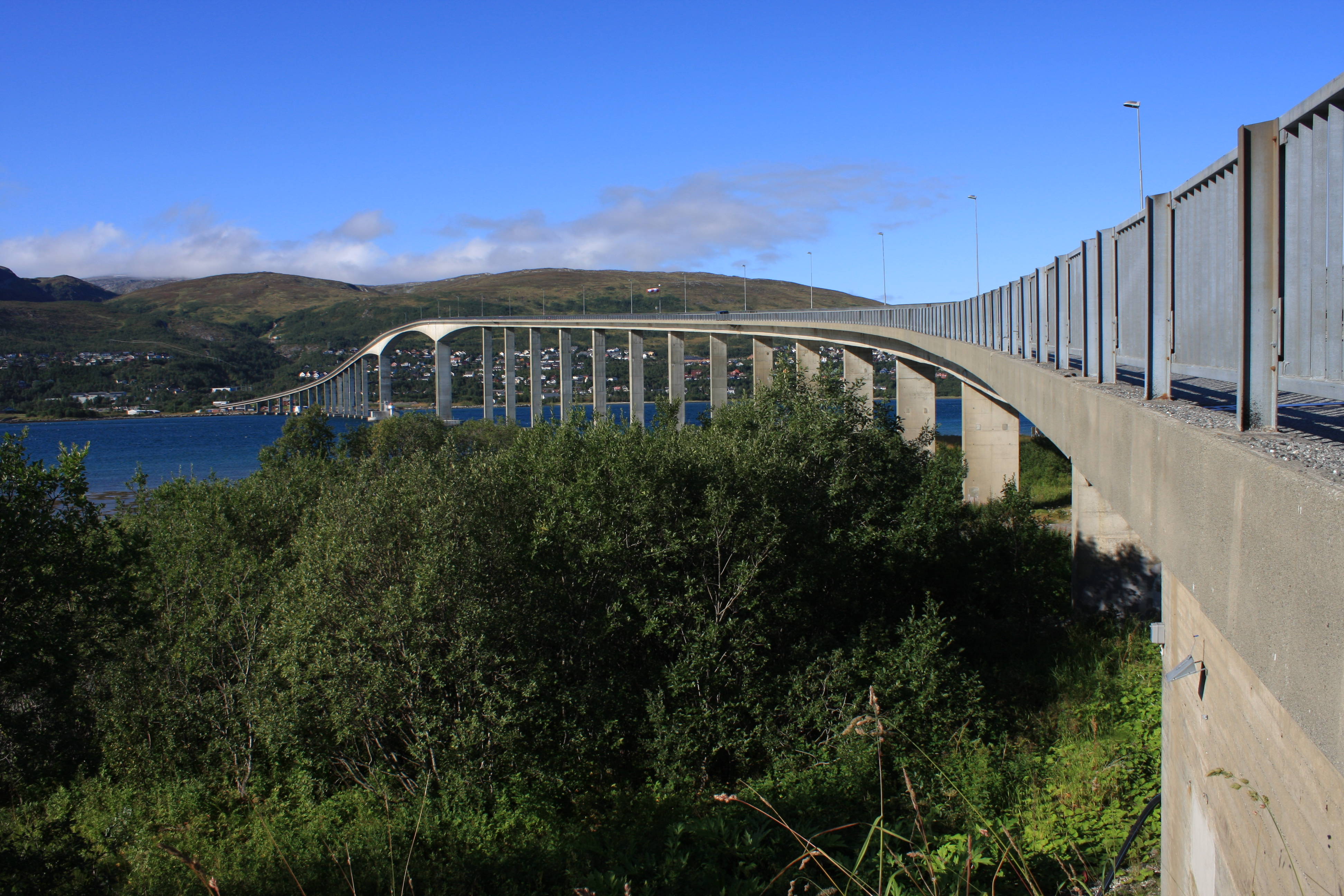
Die Sandnessundbrua

Im Jahre 2020 hatte der statistische Basisbereich („Grunnkrets“) Kaldfjordbotn 921 Einwohner.